# پیشروی (علوم زمین)
اصطلاح پیشروی (انگلیسی: Progradation) در رسوب‌شناسی و ژئومورفولوژی به رشد و پیشروی دلتای رودخانه به سمت دریا با گذشت زمان گفته می‌شود. این پدیده زمانی رخ می‌دهد که حجم رسوب ورودی بیشتر از حجم رسوبی است که دلتای روخانه به دلیل فرونشست زمین، افزایش سطح آب دریاها یا فرسایش از دست می‌دهد.
پیشروی ممکن است به دلایل زیر روی دهد:
- دوره‌های افت سطح دریای آزاد که منجر به پسروی دریا می‌شود. این حالت می‌تواند طی دوره‌های بزرگیخبندان‌های قاره‌ای در عصرهای یخبندان روی دهد که ناشی از تغییرات در نرخ گسترش بستر اقیانوس است که بر حجم حوضه‌های اقیانوسی تأثیر می‌گذارد.[۳] [۴] همچنین تاثیرات منطقه‌ای زمین‌ساختی بر روی ساختار چگالی گوشته که می‌تواند باعث تغییر در ارتفاع زمین‌وار شود، از دیگر عوامل پیشروی دلتای رودخانه است.[۵]

- ورودی رسوب بسیار بالا، مانند رود زرد در چین که فلات بادرفتی (لُس) را زهکشی کرده[۶] یا بار رسوبی بسیار زیاد در رودهای پیش‌یخچالی را حمل می‌کند.[۷]